# Attention
„Attention“ je píseň, se kterou Vilija Matačiūnaitė reprezentovala Litvu na Eurovision Song Contest 2014 v Kodani.
Vilija Matačiūnaitė byla zvolena reprezentantkou 1. března 2014 v litevském národním výběru nazvaném Eurovizijos 2014, kdy zvítězila ve finále proti Vaidasu Baumilu a Mie, kteří si připravili svou verzi písně „Attention“. Během národního kola byla první vybrána píseň, poté až interpret.
Na Eurovision Song Contest 2014 píseň zazněla ve druhém semifinále, kde ale skončila na 11. místě a nepostoupila do finále.